# Freie-Partie-Europameisterschaft 1965

Logo CEB (ausrichtender Verband)

Veranstaltungsort: Valencia

Die Freie-Partie-Europameisterschaft 1965 war das 12. Turnier in dieser Disziplin des Karambolagebillards und fand vom 11. bis zum 14. Februar 1965 in Valencia statt. Es war die dritte Freie-Partie-Europameisterschaft in Spanien.

## Geschichte
Wieder zeigte der Niederländer Henk Scholte seine Nervenstärke. In der letzten Partie gegen den führenden Spanier Salvador Orti Vélez reichte nur ein Sieg zur Titelverteidigung. In drei Aufnahmen ließ er dem Spanier keine Chance auf den Sieg. Da es keine Stichpartien mehr gab, reichte für Scholte der beste Generaldurchschnitt (GD) für den Sieg. Dritter wurde der Cadre Spezialist Antoine Schrauwen aus Belgien. Der deutsche Meister Matthias Metzemacher war in diesem Feld chancenlos und wurde Letzter.

## Modus
Gespielt wurde in einer Finalrunde „Jeder gegen Jeden“ bis 500 Punkte.
1. MP = Matchpunkte
2. GD = Generaldurchschnitt
3. HS = Höchstserie

## Abschlusstabelle

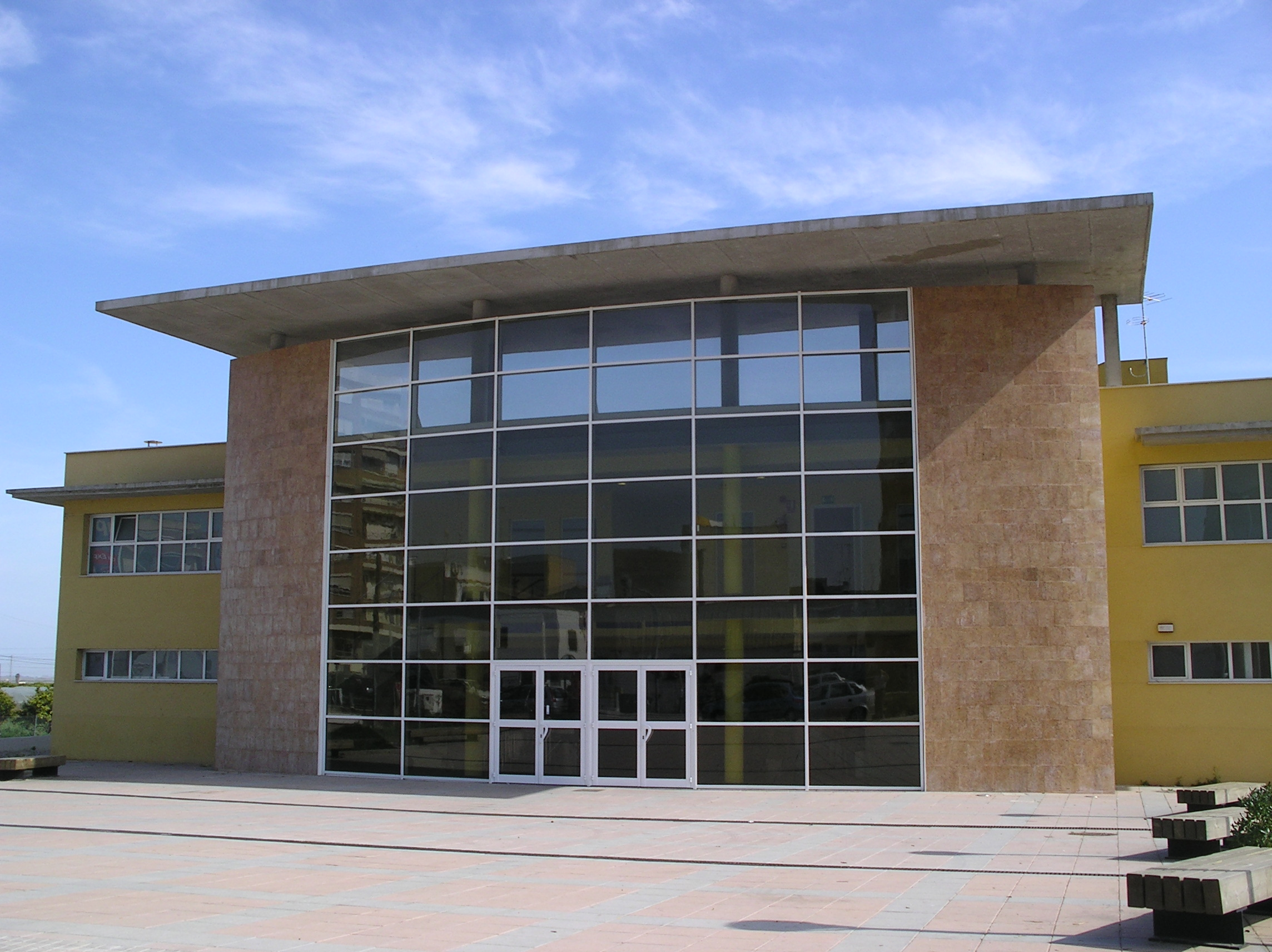
Piscina Valencia

| MP    | Match Points (Sieger = 2; Unentschieden = 1; Verlierer = 0) |
| Pkte. | Erzielte Karambolagen                                       |
| Aufn. | Benötigte Versuche                                          |
| GD    | Generaldurchschnitt                                         |
| BED   | Bester Einzeldurchschnitt eines Spielers                    |
| HS    | Höchstserie                                                 |
|       | Bester GD des Turniers                                      |
|       | Bester ED des Turniers                                      |
|       | Beste HS des Turniers                                       |
|       | 1. Platz (Gold)                                             |
|       | 2. Platz (Silber)                                           |
|       | 3. Platz (Bronze)                                           |

| Platz                      | Name                 | MP   | Pkte | Aufn. | GD     | BED    | HS   |
| -------------------------- | -------------------- | ---- | ---- | ----- | ------ | ------ | ---- |
| 1                          | Henk Scholte         | 12:2 | 3319 | 23    | 144,30 | 500,00 | 1000 |
| 2                          | Salvador Orti Vélez  | 12:2 | 3008 | 36    | 83,55  | 500,00 | 500  |
| 3                          | Antoine Schrauwen    | 12:2 | 3000 | 38    | 78,94  | 250,00 | 493  |
| 4                          | Ramon Aguilera       | 6:8  | 2613 | 40    | 65,32  | 500,00 | 500  |
| 5                          | Heinrich Weingartner | 6:8  | 2645 | 72    | 36,73  | 83,33  | 325  |
| 6                          | Jean-Pierre Poupon   | 6:8  | 2132 | 80    | 26,65  | 38,46  | 250  |
| 7                          | Francisco Cardoso    | 2:12 | 1153 | 77    | 14,97  | 21,73  | 265  |
| 8                          | Matthias Metzemacher | 0:14 | 1046 | 66    | 15,84  | –      | 213  |
| Turnierdurchschnitt: 43,78 |                      |      |      |       |        |        |      |